# كريبية بكوارتية
كريبية بكوارتية (الاسم العلمي:Craibia bequaertii) هي نوع غير مؤكد من النباتات يتبع جنس الكريبية من الفصيلة البقولية. سمي هذا النوع نسبةً إلى عالم النبات الأمريكي جوزف تشارلز بكويرت.